# 삼성LED
삼성LED(영어: Samsung LED)는 삼성그룹의 전자부품 전문회사로 2009년 4월 23일에 삼성전자와 삼성전기의 합작법인으로 설립했다.
CEO는 조남성 부사장이며 2012년 4월 1일 삼성전자와 합병되었다.